# Гней Эмилий Цикатрикула Помпей Лонгин
Гней Эми́лий Цикатри́кула Помпе́й Лонги́н (лат. Gnaeus Pinarius Aemilius Cicatricula Pompeius Longinus; умер в 105 году, Дакия, Римская империя) — древнеримский военный и политический деятель, консул-суффект 90 года.

## Биография
По одной из версий, Лонгин родился около 50 года. В 90 году он был назначен консулом-суффектом, а до этого исполнял обязанности легата-пропретора Иудеи. Позднее Лонгин являлся императорским легатом провинции Верхняя Мёзия (возможно, в 93—96 годах), а в 97/98 году управлял Нижней Паннонией.
По-видимому, Гней Эмилий принимал участие в походах в Банате и Олтении в 1-ю дакийскую кампанию Траяна, став её наместником. В 104 году он был взят в плен дакийским царём Децебалом и спустя год обманным путём покончил жизнь самоубийством.